# 东方卫视节目列表
本列表介绍中国上海广播电视台东方卫视（国内版）节目、编排特色、频道播出形式，以及列出所播出的节目（包括正在播出和已停播）。

## 节目特色
自2003年10月23日上海卫视改版并更名为东方卫视后，东方卫视宣布以“新闻见长、影视支撑、娱乐补充、体育特色”为频道内容定位，即频道以新闻、电视剧、综艺及体育（目前东方卫视已无体育类节目）为频道核心播出内容。2018年东方卫视开放大会上，东方卫视宣布纪录片为“第四架马车”，现亦与新闻、电视剧、综艺构成播出内容核心。

### 新聞資訊
由于东方卫视提出了以“新闻见长”为内容定位，加上频道一直对新闻直播的重视，因此东方卫视所制作的新闻节目和特别新闻直播一直走在全国省级卫视的前列，也在一定程度上同央视展开了直接的竞争。2019年东方卫视每日新闻节目播出量为5小时。
目前，東方衛視的新聞節目全部由SMG融媒体中心东方卫视-Knews新闻中心（原SMG电视新闻中心）製作，现阶段常规的新闻资讯节目包括：《看东方》、《午间30分》、《东方新闻》、《今晚》、《双城记》和《环球交叉点》。而新闻综合频道首播的《1/7》及《中国长三角》也会在该频道重播。另外在《看东方》、《午间30分》、《东方新闻》、《今晚》结束后还会播出《东方新气象》，播报上海、中国主要城市（尤其是长三角地区）天气预报，所有城市预报播报完毕后还会再播一次上海地区天气预报。而《午间30分》结束后还会播出上海地区的海洋预报。除常规新闻栏目外，如遇突发或重大事件，东方卫视曾有暂停原有节目，并进行直播的计划，实况转播新闻动态，如汶川地震、抗战胜利70周年大阅兵仪式特别报道等。
在转播方面，2007年之前，东方卫视享有不转播央视《新闻联播》的特权（仅在《东方新闻》片尾打出制作人员名单时简要播出当日《新闻联播》的重点新闻），但自2007年7月11日，东方卫视以“为了丰富新闻内容”为由，开始在每晚七点转播《新闻联播》节目，《东方新闻》因此曾被迫压缩至25分钟。但在2009年6月18日，因东方卫视改版，在未停止转播《新闻联播》的情况下，《东方新闻》再次扩版至一小时时长，播出时间调整为18：00-19：00。另外，东方卫视也会根据广电总局的规定，与央视同步转播全国人大、全国政协以及中国共产党全国代表大会等全国性党政会议的开幕式。

#### 新闻节目画面布局与跑马灯
东方卫视现行的新闻节目画面布局于2011年6月20日演播室改造工程完工后启用，之后于2015年作出小修改。在画面布局方面，东方卫视画面处理相对而言比较简洁，各节目使用的跑马灯均使用横排文字且仅使用画面的下三分之一，且使用三行格式。其中第一行显示当前时间，第二行显示节目框和新闻标题（或采访时的字幕，使用红字），第三行则为跑马灯，以滚动字幕形式显示新闻简讯，先后按“时政新闻”“国际新闻”“财经新闻”“体育新闻”“收视提醒”五个类别滚动显示简讯内容，且使用灰底白字。每年全国两会期间，频道亦会以滚动字幕形式显示两会最新消息；若频道有特别直播安排，频道亦会以滚动字幕形式显示与特别直播有关的内容。
从2018年底起，东方卫视新闻节目在播出党和国家领导人最新消息时，则通常会将画面中的新闻标题框作出拉长处理（与中国中央电视台的做法一致），且通常不显示节目框、当前时间和跑马灯。另外新闻节目在插播广告期间，亦会隐藏滚动字幕。同时《看东方》的滚动字幕也进行了升级，仅按照“长三角”、天气（不显示类别）及重点新闻专题类别滚动显示简讯内容，其中天气部分会滚动显示长三角各地区的天气预报。2019年新开播的《今晚60分》更是全程取消了跑马灯，仅显示当前时间、节目框和新闻标题。

#### 并机直播机制
在2014年前，东方卫视的部分特别直播还会与新闻综合频道并机直播。由于新规政策制约，一些国际重大事件已不再安排东方卫视直播，改在KNEWS24互联网新闻频道播出，直到2020年COVID-19疫情开始爆发至今，东方卫视恢复部分重大事件直播。
受广电总局政策影响，从2016年5月28日起，随着SMG融媒体中心的成立及互联网新闻频道KNEWS24的开播，东方卫视各节新闻节目（《直播上海》《防务新时空》《1/7》例外）、特别节目（例如政论特别节目《不忘新时代》）、特别直播（例如2017年10月1日直播的，由中国中央电视台、上海广播电视台联合制作的《还看今朝·上海篇》）以及广电总局要求转播的全国性党政会议开幕式皆与KNEWS24联播，各节新闻时段在镜面右下方，即资讯列上方右侧悬挂KNEWS24台标（实际上与互联网电视频道上的KNEWS24台标重叠，有时还未完全重叠十全十美）。同时KNEWS24亦会在同步直播东方卫视各节新闻节目、与东方卫视同步播出的特别节目、特别直播、全国性党政会议开幕式期间左上角悬挂东方卫视台标（而KNEWS24另行安排的重播时段则没有），与真正东方卫视电视版本对比质感明显差异（在同步播出周播新闻节目、特别节目、特别直播、全国性党政会议开幕式时所悬挂的东方卫视台标，则使用的是真正东方卫视电视版本），节目完结时（仅日播新闻节目和周播新闻节目，《1/7》例外）亦同时显示东方卫视与看看新闻标识。
从2018年3月起，东方卫视《双城记》、《环球交叉点》节目在KNEWS24平台较东方卫视提前5分钟首播，且不再与东方卫视联播广告（包括节目开始前和中插广告）、东方卫视节目预告、公益广告、“中国梦”主题歌曲，即不再实施联播制。
2018年8月15日，因KNEWS24频道改版，改为以全天轮播新闻为主和重大事件直播为辅的频道，同时取消所有固定节目，因此《双城记》、《环球交叉点》节目不再安排在KNEWS24频道播出，一直至2018年11月13日该频道正式停播。
2019年1月1日起，原新闻综合频道有着30多年历史的《午间新闻》停播，《午间新闻》原时段改与东方卫视并机直播《午间30分》，其节目镜面亦为两频道共用。2021年1月1日起取消联播制，但逢大型会议或国内重大突发事件仍恢复联播制。不过自2024年1月1日起，新闻综合频道有近22年历史的《媒体大搜索》停播，《午间30分》又恢复了与新闻综合频道的联播制。

### 电视剧
自2003年起，东方卫视开始享有独立购买、制作、发行电视剧的权利，不再受SMG统一购买电视剧的限制（目前新闻综合频道、东方影视频道的电视剧购播由SMG影视剧中心负责）。
东方卫视目前固定开设晚间黄金时段《东方剧场》。在晚间黄金时段首播剧场播出当中，个别精彩镜头会显示文字提示来升华剧情。平日《东方剧场》每周日至周五播出2集，周六播出一集。2021年8月12日开始，《东方剧场》每周一至周六先后播出两部电视剧《理想之城》（周日单独播出，每周日至周五2集、周六1集）和《扫黑风暴》（每周一至周六1集），剧场扩容至周间3集，周六2集。该频道还曾在上午、下午、深夜设有常规剧集时段，但该时段已经取消，改为重播过往综艺节目和纪录片。另外该频道在2015年10月15日开设《心动80分》周播时段，后在2018年2月暂时取消，2018年6月恢复，并于《武动乾坤》播放期间短暂更名为《精品剧场》，后撤销剧场名称，至2019年1月再次取消。目前该频道会于每天白天部分时段不定期重播电视剧，并于2019年4月20日起的每周六、日下午开设《青春剧场》，播出实行“先网后台”播出模式的电视剧《黄金瞳》（现已取消）。
另外，如遇重要时段（如十九大），则会于原“心跳80分”档、综艺节目首播时段安排播出与其主题有关的电视剧（例如为迎接十九大，频道原《心动80分》档、综艺节目首播时段重播《守卫者-浮出水面》）。
东方卫视播出的电视剧涵盖各个类别，且均为国产剧。此前频道曾播出过港剧、日剧、韩剧和泰剧，现已不再安排播出。
实际上，近年东方卫视的白天剧场的模式亦开始跟进湖南卫视的白天节目编排模式，而东方卫视东方剧场当中的精彩镜头提示文字的对策，亦被湖南卫视跟进。

### 綜藝娛樂
作为中国大陆的一线卫视频道，东方卫视也制作了一系列选秀、歌唱、生活、喜剧、真人秀等脍炙人口的娱乐与综艺节目。频道于更名改版后的首批上线综艺节目包括《当男孩遇上女孩》（2004年停播）、《东方夜谭》（刘仪伟主持）、《动漫梦工场》、《游戏玩家》、《金曲红人馆》和《摩登时代》。而后来制作的，且为人熟知的节目包括《我型我秀》、《加油好男儿》、《舞林大会》、《笑林大会》、《中国达人秀》、《壹周立波秀》、《中国梦之声》、《金星秀》、《欢乐喜剧人》等。
为配合加强版限娱令实施，2014年起，东方卫视开始重视原创节目，先后制播了包括《笑傲江湖》、《急诊室故事》、《欢乐喜剧人》等原创节目；2017年，东方卫视推出“中华系列”原创文化类综艺节目，包括《诗书中华》、《喝彩中华》和《唱响中华》等。
此外，SMG旗下的娱乐频道、星尚频道（2019年娱乐频道、星尚频道合并为都市频道）、第一财经频道首播的综艺节目，曾安排在东方卫视上星重播。目前东方卫视已不再重播前述频道的综艺节目。

### 体育节目
东方卫视曾以“体育特色”为频道内容定位之一，更名改版后曾播出过五星体育频道（原体育频道）的部分节目，也曾与新闻综合频道并机播出中超赛事。2011年2月13日起，东方卫视于每周日的13点00分到17点30分播出周日体育系列节目，包括《东方体育周刊》、《五星足球》、《篮球风云》和《五星周末赛场》。现东方卫视已无常规体育类节目。此外，东方卫视会与五星体育频道每年同步直播东方明珠元旦迎新登高比赛和上海国际马拉松赛。

### 文化/社科/公益节目
《诗书画》、《这就是中国》、《闪亮的名字》、《未来邀请函》、《名医话养生》、《二十四节气宣传片》

### 纪录片/专题片
东方卫视会于部分时段播出由SMG自制的纪录片和专题片，例如2018年起播出的周播纪录片《生门》。在凌晨时段，东方卫视还会重播过往的纪录片。另外，如有中宣部要求的国家政治纪录片的编排，东方卫视会暂停播出原有节目，改播所需要播出的国家政治纪录片，一般是与央视一套当天晚上播出的次日21:30左右跟播一集。

### 特备节目

#### 大型节日晚会/颁奖典礼
《梦圆东方跨年盛典》、《春满东方》（东方卫视春晚）、《我和春天有个约会》（SMG主持人歌会）、《东方风云榜颁奖典礼》、《朤月东方》（中秋晚会节目）、《剧耀东方-电视剧品质盛典》、中国电影导演协会年度表彰评选颁奖典礼、上海电视节颁奖典礼、上海国际电影节颁奖典礼、上海旅游节花车巡游、《天猫双11狂欢夜》

#### 每年常规政治性活动或特备节目
以下节目均为新闻综合频道首播（除党代会开幕式、上海市委常委与中外记者见面为同步直播外），该频道仅作重播。
- 上海市市长元旦献词
- 上海市人民政府记者招待会
- 上海市各界人士春节团拜会
- 上海人民庆祝中华人民共和国成立周年庆文艺晚会
- 五一晚会
- 感动上海十大人物颁奖仪式
- 上海新闻界庆祝中国记者节大会
- 上海市党代会开幕式、上海市委常委与中外记者见面

### 少儿节目
原则上，广电总局规定上星综合频道必须一周安排一档少儿类栏目时段。为此，东方卫视安排少儿类栏目时段以配合广电总局要求，目前东方卫视于每日9:00播出《潮童天下》精编版，并于每周六、日11:30首播该节目。此前频道曾播出动画片，现已停播。

### 其他資訊类节目
《百视大看点》、《东方看大剧》、《东方剧有戏》

## 常规节目

### 新闻资讯
- 看东方（每天7:00）[h]
- 午间30分（周一至周五12:00）[i]
- 中国考古报道（周六12:00）
- 中国长三角（每周日12:00）[j]
- 东方新闻（每天18:00）
- 今晚（周一至周五21:20）
- 双城记（每周六8:15）[k][l]
- 环球交叉点（每周日8:15）[m][l]

### 科教/人文/社会类常规节目
- 名医话养生（每周一至五17:20）[n]
- 诗书画（每天17:50）
- 这就是中国（每周一22:00）[o]
- 斯文江南（一檔经典文本围读節目[10]，2022年1月6日起播出[11]）
- 未来中国（2022年3月4日起播出[12]）
- 未来之城（每周六12:30）[p]

### 少儿节目
- 潮童天下（每周六、周日11：30，每周一至五大约9:00播出精编版）

### 其他栏目
- 百视大看点（每周一至五17:16）[q][g]
- 东方看大剧（每周一至五20:22左右）

### 其他频道栏目上星播出
- 来点财经范儿（每周一22:50）

- 1/7（每周一23:20）

- 下一站（每周四23:25）

## 季播节目

### 综艺节目

#### 正在播出
- 斯文江南第三季（每周五21:30）
- 妈妈咪呀第九季（每周六20:30）
- 极限挑战第十季（每周日21:00）

#### 即将上档
- 不一样的戎装
- 你知道了吗
- 解忧小书房
- 心花路放
- 小镇歌王
- 我的梦幻嫁衣
- 嗨爆浪打浪
- 音乐剧之王
- 你应该知道
- 综艺喜剧王
- 心动的声音
- 超红的哥哥营业中
- 欢迎来到我的世界

#### 暂时收官
- 喝彩中华
- 忘不了农场[u]
- 我最爱的女人们[v]
- 宠物医院
- 笑傲江湖
- 花样新世界
- 一席之地第一季
- 幸福三重奏
- 我们在行动
- 亲爱的来吃饭
- 神奇公司在哪里
- 主播有新人
- 极限挑战宝藏行第四季
- 追梦20年
- 未来中国第二季
- 愛樂之都第二季
- 开播！情景喜剧第二季
- 梦想改造家第十季
- 我们的歌第五季
- 一路前行
- 今晚开放麦第二季
- 加油！小店第二季

### 纪录片
注：仅列出SMG融媒体中心、东方卫视自制（2019年4月后为SMG纪录片中心制作）及云集将来制作的纪录片，不包括原纪实频道纪录片制作部门制作的纪录片。

#### 暂时收官
- 人间世
- 本草中华
- 闪亮的名字
- 时间的答卷
- 何以中国

#### 完全停播
- 急诊室故事
- 生命时速·紧急救护120
- 中国老总
- 最美公路
- 巡逻现场实录
- 大城无小事·派出所的故事
- 大城无小事·城市真英雄
- 生门
- 人间世（抗疫特别节目）
- 人生第一次
- 火线救援
- 冰雪梦启程[13]
- 大上海

## 停播节目

### 新闻资讯
- 东方红[w]
- 东方快报
- 世博快报[x]
- 城际连线[y]
- 环球新闻站[z]
- 东方午新闻[aa]
- 深度105[ab]
- 环球周刊[ac]
- 东方直播室[ad]
- 直播上海[ae]
- 子午线[af]
- 东方眼
- 中国警务报道[ag]
- 十点新闻[ah]
- 防务新时空[ai]
- 东方大头条[aj]
- 东方夜新闻[ak]
- 早安元宇宙[al]

### 财经节目
以下节目皆由第一财经制作，现已撤出东方卫视平台。
- 第一财经新闻
- 早市导航[am]
- 午间论市[am]
- 尾市盘点[am]

### 科教/人文/社会类常规节目
- 回头释案
- 迷案记
- 东方全纪录
- 名人讲堂
- 世界文明讲坛
- 大爱东方

### 其他资讯性节目
- 中日之桥[an]

### 综艺节目

#### 东方卫视自制
- 当男孩遇上女孩
- 东方夜谭
- 动漫梦工场
- 游戏玩家
- 金曲红人馆
- 摩登时代
- 我型我秀
- 加油好男儿
- 加油！东方天使
- 非常记忆
- 幸福魔方
- 风尚东方
- 咪咕明星学院
- 龙飞凤舞对对碰
- 星厨大战
- 全家都来赛[ao]
- 闪电星感动
- 天裁爱美丽
- 民歌大会
- 家庭赛乐赛
- 食在有意思
- 诚征室友
- 动洞墙
- 达芬奇密码
- 寻找杜拉拉
- 家有好男儿
- 加油！老爸
- 我为创业狂
- 民星大行动
- 今天谁会赢
- 味道中国
- 明星大练冰
- 晓松说
- 真心话大冒险
- 谁是爆笑王
- 喝彩，北京奥运
- 非常有戏
- 我心唱响
- 就是爱漂亮
- 如鱼得水
- 1001个真相
- 百里挑一
- 谁能百里挑一
- 梦立方
- 创智赢家
- 疯狂的冰箱[ap]
- 争分夺秒
- 花样姐姐
- 花样爷爷
- 今天吃什么
- 跟着贝尔去冒险
- 我们15个
- 国民美少女[aq]
- 报告！教练
- 我去上学啦[ar]
- 与星共舞
- 生活大爆笑
- 两天一夜[as]
- 偶像日记
- 狗狗冲冲冲
- 笑星闯地球
- 舞林争霸
- 为梦想发声
- 笑林大会[at]
- 顶级厨师
- 冲刺！中国
- 舞林大会
- 华人群星新春大联欢
- 华人大综艺
- 今夜百乐门
- 我的新衣[au]
- 中国梦之声
- 四大名助
- 中国之星
- 不朽之名曲
- 声动亚洲
- 娜就这么说
- 燃烧吧！卡路里
- 加油！美少女
- 今夜百乐门
- 巅峰拍档
- 花样男团
- 星球者联盟
- 金星秀
- 今晚80后脱口秀
- 生活改造家
- 诗书中华
- 唱响中华
- 天籁之战
- 越野千里
- 挑战的法则
- 旅途的花样
- 青春旅社
- 拜见小师父
- 今夜现场秀
- 美好生活家
- 完美搭档
- 青春同学会
- 新舞林大会
- 相声有新人
- 没想到吧
- 中國夢之聲·下一站傳奇
- 中国达人秀[av]
- 打卡吧！吃货团[aw]

#### 都市频道（原娱乐频道部分）制作
- 家庭演播室[ax]
- 精彩老朋友[ay]
- 36.7℃明星听诊会[az]
- 可凡倾听[ba]
- 隐藏的歌手[bb]

#### 都市频道（原星尚频道部分）制作
- 两代会客厅[bc]
- X诊所[bd]
- 星尚精选[be]

#### 第一财经制作
2010年起，随着第一财经与宁夏卫视达成合作，东方卫视播出的第一财经制作节目全部停播，改在宁夏卫视播出（2014年终止合作后停播）。
- 头脑风暴[bf]
- 波士堂[bf]
- 财富人生
- 财富中国
- 中国经营者[bf]

### 体育节目
以下节目均由五星体育制作。
- 五星体育新闻
- 东方体育周刊
- 赛事精选
- 五星足球
- 篮球风云
- 五星周末赛场

### 外包节目
- 壹周·立波秀[bg]
- 杨澜访谈录[bh]
- 车世界
- 极致

## 节目输出

### 姊妹频道
东方卫视节目，亦会在SMG其他频道重播。
- 《这就是中国》：新闻综合频道亦会重播
- 《双城记》、《环球交叉点》：新闻综合频道亦会重播
- 《早安元宇宙》：新闻综合频道亦会重播
- 《未来邀请函》：新闻综合频道亦会重播
- 综艺节目：由于东方卫视综艺节目均由东方卫视中心制作，因此东方卫视综艺节目一般情况下只会安排在东方卫视中心属下的都市频道重播；另外《国民美少女》节目（已停播）也会在哈哈炫动卫视重播。

### 境外发展
东方卫视节目目前已销往境外部分电视台播出，以下为境外部分电视台已经购买并播出的节目列表（不完整）：
- 臺灣中天电视：天籁之战
- 臺灣东森电视：兩天一夜
- 臺灣八大电视：中国达人秀
- 香港TVB：中国梦之声
- 新加坡新传媒：中国达人秀、天籁之战等
- 马来西亚八度空间：天籁之战等
- 美国美国中文电视：东方新闻等